# دار لفقيه بن سليمان (لعلالشة أولاد ميمون)
دار لفقيه بن سليمان هو دُوَّار يقع بجماعة الكرعاني، إقليم آسفي، جهة مراكش آسفي في المملكة المغربية. ينتمي الدوّار لمشيخة لعلالشة أولاد ميمون التي تضم 23 دوار. يقدر عدد سكانه بـ 517 نسمة حسب الإحصاء الرسمي للسكان والسكنى لسنة 2004.

## روابط خارجية
- البوابة الوطنية للجماعات الترابية نسخة محفوظة 12 مارس 2018 على موقع واي باك مشين.
- المندوبية السامية للتخطيط